# Oostkerk (Middelburg)

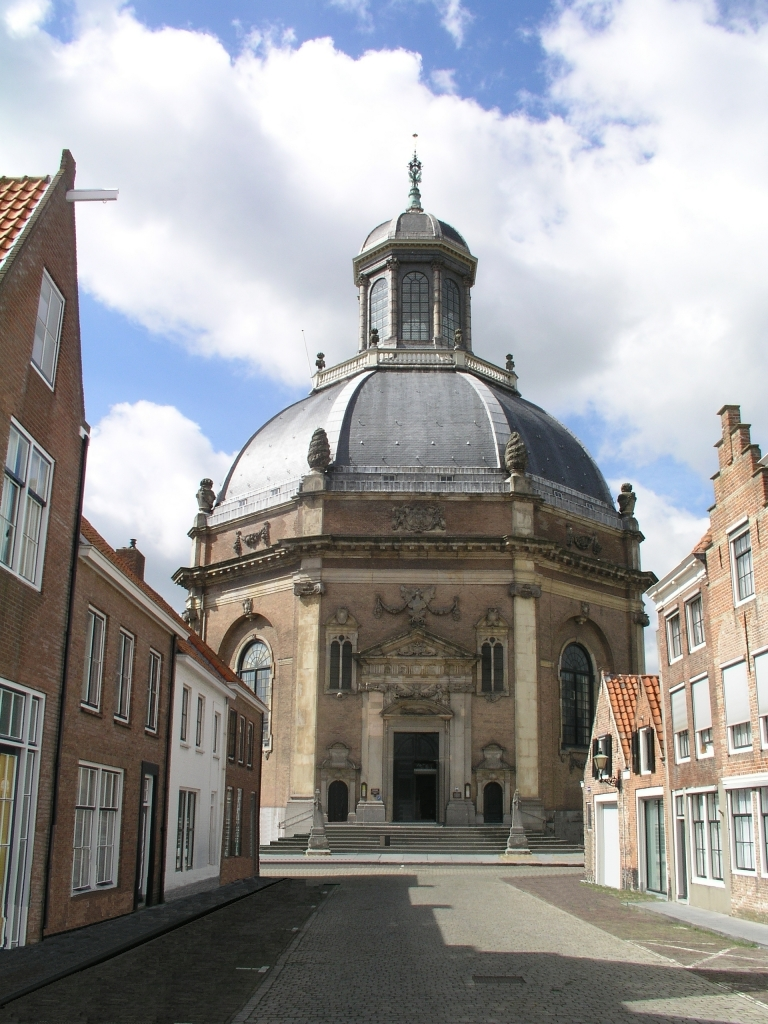
Ansicht von Südosten

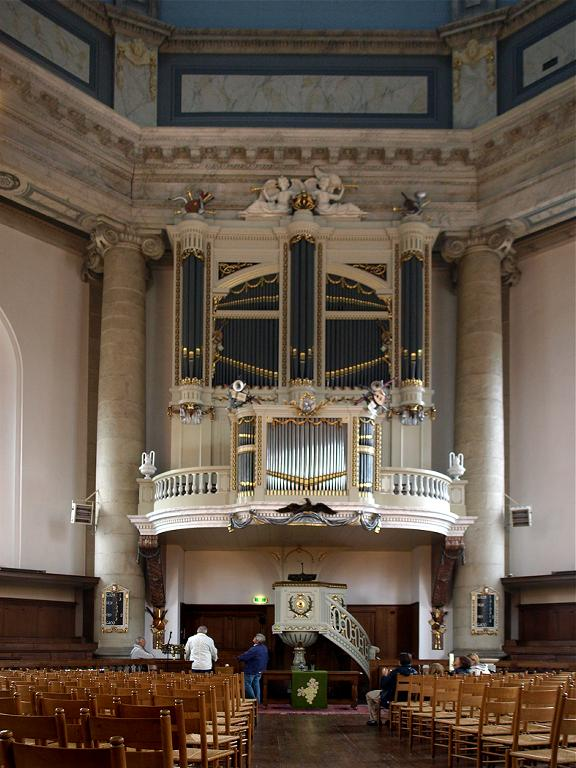
Nordwestseite mit Orgel

Die Oostkerk (deutsch Ostkirche) ist eine achteckige Kuppelkirche in Middelburg aus den Jahren 1664–1667. Sie wurde als erste größere Kirche der Stadt nach der Reformation speziell für den reformierten Gottesdienst gebaut. Damit ist sie eines der wichtigsten Beispiele des frühen protestantischen Kirchenbaus in den Niederlanden.

## Bau und Baugeschichte
Wie viele protestantische Kirchen ist die Oostkerk ein Zentralbau. Sie steht auf achteckigem Grundriss und wird von einer Kuppel mit Laterne abgeschlossen. Mit ihren reichen Verzierungen steht das Bauwerk im Widerspruch zum calvinistischen Schlichtheitsideal der Bauzeit. Da aber Middelburg eine reiche Stadt war, sollte auch die neue Kirche dem Repräsentationsbedürfnis gerecht werden. 
1644 entstanden die ersten Pläne, in den neuen Stadtvierteln im Osten der Stadt ein Gotteshaus für die niederländisch-reformierte Kirche zu bauen. Dazu holte man sich Anregungen bei anderen protestantischen Kirchen in Holland. Es sollte ein achteckiger Zentralbau mit Kuppel entstehen. Dafür mussten 17 Häuser enteignet werden. Zur Finanzierung des Bauwerks erhob die Stadt eine Zusatzsteuer auf Wein und Bier.
Begonnen wurde der Kirchenbau 1648 nach Entwürfen der Baumeister Bartholomeus Drijfhout und Pieter Post. Baumeister Aart van’s Gravensande führte den Bau ab 1651 fort, nachdem Drijfhout verstorben war. Auch Gravensande starb vor Fertigstellung der Kirche. Der Middelburger Stadtarchitekt Louis Jolyt übernahm die Arbeit und vollendete 1667 das Bauwerk. Am 6. Juli 1667 wurde die Kirche eingeweiht.

## Orgel
Die Orgel dominiert die Nordwestseite des Innenraums. Darunter befindet sich in zentraler Lage die Kanzel und der Altar. Gebaut wurde die Orgel von den Brüdern Petrus und Johannes de Rijckere (Kortrijk, Flandern). Nach vielen Beanstandungen und Änderungen wurde sie 1783 in Betrieb genommen.
| I Hauptwerk C–d3 |                    |     |
| 1.               | Bourdon            | 16′ |
| 2.               | Prestant           | 8′  |
| 3.               | Hohlflöte          | 8′  |
| 4.               | Gemshorn           | 8′  |
| 5.               | Rohrquinte         | 6′  |
| 6.               | Octave             | 4′  |
| 7.               | Offenflöte         | 4′  |
| 8.               | Superoctave        | 2′  |
| 9.               | Mixtur IV-VIII     |     |
| 10.              | Sexquialter II-III |     |
| 11.              | Cornett VI (D)     |     |
| 12.              | Trompete           | 8′  |
| 13.              | Clairon            | 4′  |

| II Rückpositiv C–d3 |              |        |
| 14.                 | Hohlflöte    | 8′     |
| 15.                 | Quintadena   | 8′     |
| 16.                 | Prestant     | 4′     |
| 17.                 | Rohrflöte    | 4′     |
| 18.                 | Nasart       | 3′     |
| 19.                 | Doublet      | 2′     |
| 20.                 | Terz         | 1 3⁄5′ |
| 21.                 | Mixtur IV-VI |        |
| 22.                 | Trompete     | 8′     |
| 23.                 | Basson       | 8′     |
|                     | Tremulant    |        |

| III Oberwerk C–d3 |               |    |
| 24.               | Bartpfeife    | 8′ |
| 25.               | Flute d’Amour | 8′ |
| 26.               | Flute douce   | 4′ |
| 27.               | Quintflöte    | 3′ |
| 28.               | Gemshorn      | 2′ |
| 29.               | Flageolet     | 1′ |
| 30.               | Echotrompete  | 8′ |
| 31.               | Vox Humana    | 8′ |
|                   | Tremulant     |    |

| Pedal C–d1 |           |     |
| 32.        | Subbass   | 16′ |
| 33.        | Prestant  | 8′  |
| 34.        | Octavbass | 4′  |
| 35.        | Basson    | 16′ |
| 36.        | Trompete  | 8′  |
| 37.        | Clairon   | 4′  |